# Diócesis de Kakamega
La diócesis de Kakamega (en latín: Dioecesis Kakamegaënsis, en inglés: Roman Catholic Diocese of Kakamega y en suajili: Jimbo Katoliki la Kakamega) es una circunscripción eclesiástica de la Iglesia católica en Kenia. Se trata de una diócesis latina, sufragánea de la arquidiócesis de Kisumu. Desde el 5 de diciembre de 2014 su obispo es Joseph Obanyi Sagwe.

## Territorio y organización
La diócesis tiene 3531 km² y extiende su jurisdicción sobre los fieles católicos de rito latino residentes en los condados de Kakamega y Vihiga.
La sede de la diócesis se encuentra en la ciudad de Kakamega, en donde se halla la Catedral de San José.
En 2023 en la diócesis existían 46 parroquias agrupadas en 14 decanatos.

## Historia
La diócesis fue erigida el 27 de febrero de 1978 mediante la bula Properamus et gestimus del papa Pablo VI, obteniendo el territorio de la diócesis de Kisumu (hoy arquidiócesis). Originalmente era sufragánea de la arquidiócesis de Nairobi.
El 27 de abril de 1987 cedió una parte de su territorio para la erección de la diócesis de Bungoma mediante la bula Pari ut passa del papa Juan Pablo II.
El 21 de mayo de 1990 pasó a formar parte de la provincia eclesiástica de la arquidiócesis de Kisumu.

## Estadísticas
Según el Anuario Pontificio 2020 la diócesis tenía a fines de 2019 un total de 951 500 fieles bautizados.
| Año                                                                             | Población            | Población | Población      | Sacerdotes | Sacerdotes    | Sacerdotes    | Bautizados por sacerdote | Diáconos permanentes | Religiosos | Religiosos | Parroquias |
| Año                                                                             | Bautizados católicos | Total     | % de católicos | Total      | Clero secular | Clero regular | Bautizados por sacerdote | Diáconos permanentes | Varones    | Mujeres    | Parroquias |
| ------------------------------------------------------------------------------- | -------------------- | --------- | -------------- | ---------- | ------------- | ------------- | ------------------------ | -------------------- | ---------- | ---------- | ---------- |
| 1980                                                                            | 368 452              | 1 572 000 | 23.4           | 61         | 12            | 49            | 6040                     |                      | 81         | 169        | 25         |
| 1990                                                                            | 363 990              | 1 408 807 | 25.8           | 39         | 16            | 23            | 9333                     |                      | 37         | 123        | 20         |
| 1997                                                                            | 284 783              | 1 831 583 | 15.5           | 57         | 41            | 16            | 4996                     |                      | 29         | 336        | 27         |
| 1999                                                                            | 303 932              | 1 930 000 | 15.7           | 58         | 48            | 10            | 5240                     |                      | 22         | 282        | 28         |
| 2002                                                                            | 323 082              | 1 967 082 | 16.4           | 65         | 56            | 9             | 4970                     |                      | 25         | 238        | 28         |
| 2004                                                                            | 342 123              | 1 988 123 | 17.2           | 72         | 66            | 6             | 4751                     |                      | 26         | 235        | 34         |
| 2006                                                                            | 389 000              | 2 061 201 | 18.9           | 96         | 90            | 6             | 4052                     |                      | 33         | 246        | 34         |
| 2011                                                                            | 557 738              | 2 620 659 | 21.3           | 95         | 89            | 6             | 5870                     |                      | 21         | 419        | 36         |
| 2013                                                                            | 696 138              | 2 744 000 | 25.4           | 92         | 92            |               | 7566                     |                      | 13         | 397        | 40         |
| 2016                                                                            | 888 588              | 2 282 108 | 38.9           | 93         | 88            | 5             | 9554                     |                      | 98         | 438        | 40         |
| 2019                                                                            | 951 500              | 2 349 429 | 40.5           | 99         | 97            | 2             | 9611                     |                      | 98         | 468        | 41         |
| 2021                                                                            | 976 830              | 2 422 201 | 40.3           | 121        | 115           | 6             | 8072                     |                      | 103        | 505        | 43         |
| 2023                                                                            | 1 028 285            | 2 549 790 | 40.3           | 101        | 101           |               | 10 181                   |                      | 96         | 484        | 46         |
| Fuente: Catholic-Hierarchy, que a su vez toma los datos del Anuario Pontificio. |                      |           |                |            |               |               |                          |                      |            |            |            |

## Episcopologio
- Philip Sulumeti (28 de febrero de 1978-5 de diciembre de 2014 retirado)
- Joseph Obanyi Sagwe, desde el 5 de diciembre de 2014